# Zeeuwse bolus
Zeeuwse bolus (bolus zelandês) é um pão doce originário da província de Zelândia, nos Países Baixos. A receita tem raízes na Espanha e em Portugal.    

## Etimologia
O nome bolus é proveniente do do iídiche. De acordo com o Van Dale Groot woordenboek van de Nederlandse taal, bolus ou boles é o plural de bole, que por sua vez é derivado do espanhol bollo, significando pão macio. Também pode ser derivado de bola, palavra advinda do idioma dos judeus sefarditas, e remonta ao latim bolus. Bole, em iídiche, significa "doçaria fina". O nome provavelmente chegou a Amsterdã por judeus portugueses. Os primeiros registros da palavra bolus sendo utilizada para doces em neerlandês datam de 1802 e 1841.

## História

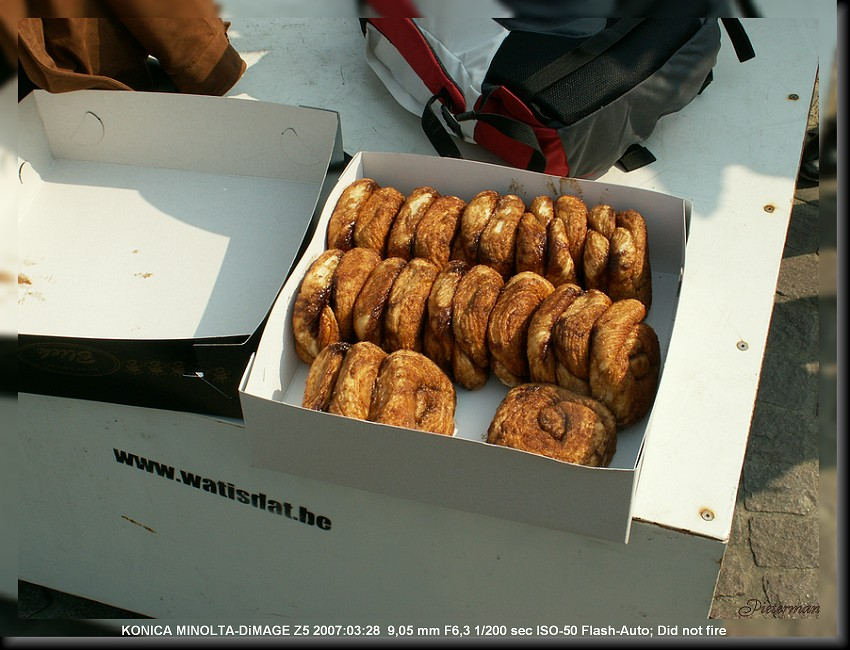
Uma caixa de bolus para venda.

Na Zelândia, o bolus foi assado pela primeira vez na primeira metade do século XVII por padeiros sefarditas. Judeus sefarditas fugiram da Espanha e de Portugal no final do século XVI para fugir da perseguição da Igreja Católica, se direcionando para a Antuérpia, Amsterdã e a Zelândia. A maior parte dos imigrantes era da região do Alentejo. A cidade de Midelburgo recebeu uma quantidade especialmente grande de imigrantes, e foi o berço da versão neerlandesa do bolus. Apesar de trazerem sua cultura e hábitos alimentares, tiveram que se adaptar aos hábitos alimentares da região. Algumas das mudanças foram causadas pela disponibilidade limitada ou pelo alto preço dos ingredientes, devido às diferenças climáticas entre a península Ibérica e a Europa Ocidental. Os doces comemorativos feitos nos países de origem consistiam majoritariamente de massa de levedura, frita ou assada, contendo passas ou frutas cristalizadas. Isso é visto como o antecessor do bolus atual.
Os padeiros modernos da Zelândia ainda mantém a tradição da preparação do bolus. Às vezes, fornos a vapor são usados para obter a maciez característica da receita. Tanto os ingredientes como o método de preparação determinam a qualidade final do produto. Em diferentes regiões da Zelândia, também são usados outros nomes para o bolus,  como draaikoek e drolle(n) na Flandres Zelandesa, jikkemiene (em Bevelanden), e draoier ou stropiedraoier em Walcheren. Nas cidades de Midelburgo, Arnemuiden e Veere, a receita também é conhecida como koekedraoiomme.
Desde 1988, uma competição anual entre padeiros é realizada na Zelândia.

## Características e variações
Os bolus são feitos de uma massa rica de pão, que é esticada em uma mistura de açúcar mascavo e enrolada em um formato espiral. A espiral é torcida com uma extremidade do fio de massa, entre o dedo polegar e o indicador. A cor do açúcar determina a cor final da iguaria, e a receita da mistura de açúcar para estender o bolus difere de região para região. É comum que canela seja adicionada. Raspas de limão também podem fazer parte da receita. Os bolus são frequentemente consumidos com café e manteiga. 
O bolus é uma receita judaica e foi espalhado por diversas partes do mundo. Em Nova York, os bolus são maiores e mais doces que os típicos da Zelândia. Bolus são oferecidos em muitos lugares em Jerusalém. A receita também pode ser encontrada facilmente em Paris e no sul da França.
Fora da comunidade judaica, padarias holandesas na Nova Zelândia e na América da Norte também oferecem o produto.